# پیتر آگره
پیتر آگره (به انگلیسی: Peter Agre) ‏ (زاده ۳۰ ژانویه، ۱۹۴۹) پزشک امریکایی و برنده جایزه نوبل است. او در سال ۲۰۰۳ «برای کشف کانالهای غشای سلولی» موفق به دریافت جایزه نوبل شیمی شد.

## زندگی‌نامه
آگره ۳۰ ژانویه، ۱۹۴۹ در مینه سوتا از پدری آمریکایی و مادری سوئدی-نروژی زاده شد. مدرک کارشناسی اش را از دانشگاه آگسبرگ در
مینیاپولیس، مینه سوتا گرفت و مدرک درکترای خود سال ۱۹۷۴ را از دانشکده پزشکی دانشگاه جان هاپکینز در بالتیمور، مریلند دریافت کرد.
در سال ۲۰۰۳ به عنوان یکی از اعضا آکادمی علوم و هنر آمریکا انتخاب شد.
او در حال حاضر در دانشگاه جانز هاپکینز مشغول به فعالیت است.

## حضور در دانشگاه صنعتی شریف
آگره در ۲۷ خرداد ماه ۱۳۹۱ به دعوت دانشگاه صنعتی شریف در این دانشگاه حضور یافت و به سخنرانی پرداخت. همچنین از وی به عنوان استاد افتخاری دانشکده شیمی دانشگاه صنعتی شریف دعوت به همکاری گردید و دفتری ویژه برای وی در این دانشکده در نظر گرفته شد.